# Chelkovskaïa
Şelkovski
Chelkovskaïa (en russe : Шелковска́я, en tchétchène : Шелковски, Şelkovski) est une ville (dès le 3 juin 2024), la plus récente du pays, de Tchétchénie en Ciscaucasie, en Russie. Centre administratif du raïon de Goudermes, il se trouve dans l'établissement urbain de Chelkovskaïa. Sa population s'élevait à 12 593 habitants en 2021.   

## Géographie
Chelkovskaïa est située en Tchétchénie, un sujet de Russie européenne qui fait partie du district fédéral du Caucase du Nord. Il se trouve dans le raïon de Goudermes et dans l'établissement urbain de Chelkovskaïa, une municipalité du raïon. 
Chelkovskaïa, comme toute la Tchétchénie, est située dans le fuseau horaire MSK (heure de Moscou). Le décalage horaire appliqué par rapport au temps universel coordonné est +03:00.

## Histoire
Le nom du village vient de la fabrique de soie (soie en russe se dit Chiolk) fondée en 1718 sur la rivière Terek par le marchand arménien Safar Vasiliev. Une colonie géorgienne et arménienne est née autour de l'usine, qui a été nommée Sarafannikovo en l'honneur du marchand et est devenue plus tard le village de Chelkovskaïa.
Elle est conférée le statut de ville le 3 juin 2024.

## Démographie
Recensements (*) et estimations de la population,:
| 2002* | 2010*  | 2021*  | - |
| ----- | ------ | ------ | - |
| 9 581 | 11 112 | 12 593 | - |

## Transports
Shelkovskaya est située sur la route R262 Stavropol - Kraïnovka. La gare du chemin de fer du Caucase du Nord est située dans la ville.